# معهد بليكينج للتكنولوجيا
معهد بليكينج للتكنولوجيا (بالإنجليزية: Blekinge Institute of Technology) هي جامعة في سويد تأسست عام 1989.

## إحصائيات
يبلغ عدد طلاب الجامعة 7,209 طالب.

## وصلات خارجية
- الموقع الإلكتروني